# Mazgani
Mazgani es un cantante y compositor portugués que comenzó su carrera en Setúbal en el verano de 2004. La familia de Shahryar Mazgani se fue de Irán tras la revolución en este país. 
En 2006, Mazgani fue considerado por la revista francesa Les Inrockuptibles como uno de los 20 mejores nuevos artistas europeos. Su álbum debut, Song of the New Heart, lanzado en 2007, incluye 13 canciones interpretadas en inglés.
En 2009, el sello portugués OptimusDiscos lanzó el EP Tell the people, producido por Pedro Gonçalves de Dead Combo. También en 2009, Mazgani quedó tercero en el International Songwriting Competition, categoría AAA, con la canción "Somewhere Beneath This Sky"; el certamen incluía en el jurado a gente como Tom Waits o Robert Smith.
A finales de 2009, Mazgani lanza su primer disco a nivel internacional, Ladies and Gentleman introducing Mazgani, a través del sello finlandés Fading Ways. Se lanzó para BeNeLux y los mercados escandinavos. El disco está también disponible para el resto del mundo vía Finetunes.
En enero de  2010, Mazgani actuó en el festival Eurosonic en Holanda, después de también actuar en el festival Super Bock em Stock en Lisboa un mes antes. También apareció sobre el escenarion en el Europavox 2010 en Clermont-Ferrand, en Francia.
Su segundo disco de larga duración, Song of Distance, se lanzó en Portugal en abril de 2010 y le siguió otro lanzamiento digital vía AWAL en octubre en Reino Unido. Fue producido por Pedro V. Gonçalves (Dead Combo) y Helder Nelson. El disco alcanzó el puesto 17 en las listas de éxitos portuguesas.

## Miembros
Para el álbum debut autoeditado, los miembros de Mazgani fueron:
- Shahryar Mazgani (vocalista y guitarra acústica)
- Sérgio Mendes (guitarra eléctrica)
- Victor Coimbra (contrabajo)
- Rui Luís (batería)

En 2009, Pedro Gonçalves de Dead Combo acompañó a Mazgani en directo además de producir el EP Tell the People.
En 2010, la formación cuenta con:
- Shahryar Mazgani (vocalista y guitarra acústica)
- Sérgio Mendes (guitarra eléctrica)
- Pedro V. Gonçalves (guitarra eléctrica)
- Victor Coimbra (contrabajo)
- Joao Vitor (batería)

En 2015, la formación cuenta con:
- Shahryar Mazgani (vocalista y guitarra acústica)
- Sérgio Sousa (guitarra eléctrica)
- Victor Coimbra (contrabajo)
- Joao Gomes (teclados)
- Isaac Achega (batería)

En 2018, la formación cuenta con:
- Shahryar Mazgani (vocalista y guitarra acústica)
- Manuel Dordio (guitarra eléctrica)
- Victor Coimbra (contrabajo)
- Isaac Achega (batería)

## Influencias
Mazgani ha mencionado en diversas entrevistas y notas de prensa, las siguientes incluencias musicales:
- Leonard Cohen
- Nick Cave
- Tom Waits
- Woven Hand

## Discografía
Álbumes
- Song of the New Heart (Independent, 2007)
- Song of Distance (Vachier, 2010)
- Common Ground (Independent, 2013)
- Lifeboat (Sony Music, 2015)
- The Poet's Death (Sony Music, 2017)

EP
- Tell The People (Optimus Discos, 2009)
- Ladies and Gentlemen, introducing Mazgani (Fading Ways, 2009)
- Mercy (live promo EP, Tell the People, 2011)